# Crisi de Berlín de 1961
La «Crisi de Berlín», coneguda també amb l'expressió «Ultimàtum de Khrusxov» va ser una de les crisis polítiques més greus de la història de Berlín durant la Guerra Freda.

## Origen
La sort de l'Alemanya nazi va ser decidida pels Aliats durant la conferència de Ialta i la conferència de Potsdam en particular. : 
| « | Alemanya, a l'interior de les seves fronteres de 1937, serà per necessitats de l'ocupació dividida en tres, i cadascuna d'aquestes parts serà atribuïda a una de les tres potències vencedores i una regió especial de Berlín, que es trobarà sota l'ocupació conjunta de les tres potències. | » |

## Desenvolupament
Durant la tardor 1958, diversos responsables polítics del Pacte de Varsòvia (l'alemany de l'Est Walter Ulbricht. el soviètic Nikita Khrusxov i el polonès Władysław Gomułka.) van posar públicament moltes vegades l'estatut de Berlín en qüestió. A l'uníson, la premsa comunista europea va començar al seu torn una campanya en aquest sentit.
El 27 de novembre del 1958, el primer secretari del partit comunista soviètic Nikita Khrusxov va enviar una nota de 9600 mots als tres ocupants occidentals (els Estats Units, el Regne Unit i França), així com al govern de la República federal alemanya en la qual proposava abrogar l'estatut quadripartit de l'antiga capital del Reich i transformar Berlín en una « vila lliure i desmilitaritzada, dotada d'un govern propi garantit per les quatre potències ex-ocupants, l'RDA, l'RFA i fins i tot l'ONU. Això implicava que totes les tropes aliades fossin retirades de la ciutat. Aquest nou «Estat» mantindria les relacions privilegiades amb l'RDA i l'URSS, amb la particularitat de «prohibir tota activitat subversiva» contra l'RDA i augmentant el seu comerç amb la Unió Soviètica.

Segons Khrusxev, la partició de Berlín havia esdevingut anacrònica i ja no es justificava. La presència occidental a Berlín havia esdevingut il·legítima, en particular de resultes de la creació de la República Federal d'Alemanya, sobretot després de l'autorització del rearmament de l'RFA (Acords de París). En una conferència de premsa que té lloc el mateix dia al Kremlin, Khrusxev no vacil·la a qualificar Berlín Oest de 
| « | espècie de tumor cancerós | » |

 sobre el qual proposa una 
| « | operació quirúrgica» | » |

 Tanmateix aclareix que el seu pas no és un ultimàtum.
La segona intenció manifesta d'aquesta proposició era d'integrar completament la ciutat dins de l'àmbit d'influència soviètica. La redacció n'era relativament ambigua, però s'assemblava més a un Diktat que a una simple proposició : Khrusxev atorgava per exemple només sis mesos als occidentals per començar «negociacions».
Khrusxev es mostrava, tanmateix, particularment amenaçador quan afegia : «Sols els bojos podrien arribar a l'extrem de posar en marxa una altra guerra per prohibir el privilegi d'ocupar Berlin Oest». Dos dies després de l'ultimàtum de Khrusxev, Walter Ulbricht va declarar que consideraria un nou pont aeri com una amenaça militar dirigida contra l'RDA.
La reacció de les tres potències occidentals, del govern alemany i de l'alcalde en exercici de Berlín Oest Willy Brandt va ser igualment resoluta. Els americans van prendre nota d'aquest comunicat, denunciant el seu caràcter unilateral, i van marcar ostensiblement la seva presència a Berlín. El 7 de desembre, van tenir lloc de les eleccions municipals en Berlín-oest. L'alcalde socialista Willy Brandt i el canceller demòcrata-cristià Konrad Adenauer van fer campanya junts per vèncer els comunistes.
El 31 de desembre del mateix any, les potències occidentals van enviar una resposta formal comuna a la proposició que refutava l'argumentació jurídica de Khrusxev, i en la qual es refermava el seu dret de ser a Berlín i imputaven la responsabilitat de la crisi a l'URSS, però expressant l'obertura de negociacions sobre el conjunt d'Alemanya. el 10 de gener de 1959, Khrusxev fa arribar una nota als Occidentals en la qual es declara obert a «totes les contra- propostes i esmenes».
El fet que la crisi no conduís a una escalada en les reaccions, es pot atribuir a l'actitud molt ferma i mesurada de l'alcalde de Berlín oest, Willy Brandt, del canceller Konrad Adenauer i de les potències aliades. Però és probable que el fracàs d'aquesta crisi no fos aliè a la decisió de construir el Mur de Berlín l'agost de 1961.
Al cap de sis mesos, l'ultimàtum arribà a la seva fi, sense resultat tangible.

## Objectius
L'acceptació de la proposició per part d'Occident, hauria representat una reculada considerable: només afectava els sectors de Berlín Oest. Els objectius de Khrusxev eren probablement múltiples :
- Aconseguir el control total de Berlín, sense disparar un sol tret, mitjançant el xantatge de la guerra. Els soviètics tenien, en efecte, avantatge en forces convencionals, i l'amenaça d'una resposta atòmica era altament improbable.

- suprimir finalment el «xancre capitalista» que representava Berlín-oest;

- tancar la bretxa per la qual l'RDA continuava patint una important pèrdua de població (l'emigració cap a l'Oest es feia llavors de manera gairebé única per Berlín).

- consagrar la divisió alemanya, tot accentuant la separació Est-Oest.[note 11]

- provar els occidentals, tot intentant sembrar la discòrdia en el si de l'OTAN.

## Video
- Video